# 莫里·格雷
莫里·格雷（英語：Mollee Shon Gray Martak，1991年5月15日—），是美國的一位女演員、舞蹈家和歌手，因演出迪士尼的電影中的《歌舞青春》及《青春沙灘電影》而受引人屬目。

## 生平
格雷出生於猶他州奧勒姆，是一位年輕可愛的青年女舞者，她來自美國FOX大型真人秀節目So You Think You Can Dance，在第六季中走到了Top8的位置，她早前就在High School Musical係列連續三部影片中擔任主要舞者，但結束了舞魅的比賽日程之後，格雷開始追逐她年幼時候當一名全能藝人的夢想。
2011年8月7日，格雷發行了她的第一支音樂錄音帶《You Don't Know Anything About Me》，隨後又發行了單曲《Wasted》。

## 電影
| 年分 | 中文譯名          | 英文譯名                           |
| ---- | ----------------- | ---------------------------------- |
| 2006 | 歌舞青春          | High School Musical                |
| 2007 | 歌舞青春2         | High School Musical 2              |
| 2008 | 歌舞青春3：畢業季 | High School Musical 3：Senior Year |
| 2011 | 飯飯之交          | No Strings Attached                |
| 2013 | 青春沙灘電影      | Teen Beach Movie                   |

## 外部連結
- 莫里·格雷在互联网电影资料库（IMDb）上的資料（英文）
- 莫里·格雷的X（前Twitter）